# Elecciones generales de Zambia de 1973
Las elecciones generales de Zambia de 1973 tuvieron lugar el 5 de diciembre del mencionado año con el objetivo de renovar la presidencia de la República, así como cubrir 125 de los 136 escaños de la Asamblea Nacional, que ejercerían funciones por el período 1974-1979. Fueron las segundas elecciones generales realizadas en Zambia desde la independencia del país africano en 1964, así como las primeras del régimen de la «Segunda República» (1973-1990). Bajo la nueva constitución aprobada meses atrás, Zambia era ahora un estado de partido único con el Partido Unido de la Independencia Nacional (UNIP), del presidente Kenneth Kaunda, como única formación política legal.
Kaunda anunció su intención de convertir Zambia en un régimen unipartidista a mediados de 1972, afirmando que solo el UNIP podía representar eficazmente a toda la población y evitar que el país cayera en la inestabilidad y los conflictos étnicos que habían caracterizado a las elecciones de 1968. Se considera que gran parte de la decisión fue influida por la creciente impopularidad del gobierno ante el inminente declive económico y el debilitamiento de la hegemonía del UNIP tras la deserción del vicepresidente Simon Kapwepwe, que fundó el Partido Progresista Unido (UPP) y obtuvo avances en una serie de elecciones parciales en 1971, así como la pérdida de apoyo del partido en el sur del país, controlado por el Congreso Nacional Africano de Zambia (ZANC) de Harry Nkumbula, en los comicios anteriores. Kaunda evitó una reacción violenta por parte del ZANC en 1972 al conseguir que Nkumbula se uniera al UNIP. Kaunda designó la «Comisión Chona», encabezada por el presidente Mainza Chona, para diseñar el nuevo sistema político. La nueva constitución se promulgó el 25 de agosto de 1973. El multipartidismo cesó oficialmente el 30 de septiembre, cuando el Parlamento elegido en 1968 fue disuelto.
Bajo el nuevo sistema, la elección presidencial se limitó a un referéndum en el cual los votantes debían aprobar o rechazar una nueva presidencia de Kaunda, mientras que los candidatos a la Asamblea Nacional debían ser primero elegidos en primarias partidarias y luego ratificados por la Conferencia Nacional del Partido. En la práctica, los candidatos fueron sometidos a un veto previo por parte de Kaunda, que logró centralizar en sus manos el poder absoluto. No se toleró una campaña por la opción «No» en la elección presidencial y los candidatos no tenían permitido cuestionar el modelo económico llevado a cabo por el gobierno, por lo que la campaña se limitó a una competencia entre personalidades. Sin embargo, los comicios parlamentarios fueron relativamente competitivos.
El proceso fue en general pacífico, pero el fin de la competencia política provocó una reacción en gran medida apática por parte de la población y la abstención fue, en última instancia, masiva. Solo un 39,44% de la población votó en el referéndum presidencial, y apenas un 33,42% en la elección parlamentaria. Kaunda fue ratificado en el cargo con un 88,83% de los votos válidos, mientras que la votación legislativa vio a algunas figuras de peso del gobierno (incluyendo catorce miembros del gabinete) perder sus escaños y muchos de los nuevos diputados resultaron ser políticos jóvenes. La opción «No» obtuvo resultados relativamente altos en el sur del país a pesar de la unificación del ZANC con el UNIP. Kaunda inauguró un nuevo gabinete el 10 de diciembre, tres días después de las elecciones.

## Antecedentes

### Elecciones de 1968
En las elecciones generales de 1968, las primeras después de la independencia de Zambia, el gobernante Partido Unido de la Independencia Nacional, encabezado por el presidente Kenneth Kaunda, obtuvo un triunfo aplastante sobre su único oponente, el Congreso Nacional Africano de Zambia, liderado por Harry Nkumbula. Kaunda derrotó a Nkumbula en las elecciones presidenciales por un margen de más de sesenta puntos, y el partido retuvo una mayoría absoluta de dos tercios de la Asamblea Nacional. Sin embargo, la elección mostró una clara pérdida de apoyo para el partido en las provincias al sur del cinturón de cobre, donde el ZANC logró imponerse y arrebatar su escaño parlamentario a varios ministros del gabinete. La campaña se había caracterizado por choques y enfrentamientos entre distintos grupos étnicos del país, así como una retórica cada vez más agresiva por parte del gobierno, que movilizó recursos del estado y fuerzas represivas para frustrar a sus oponentes en sus principales bastiones, así como desalentar la concurrencia a votar en distritos hostiles. Para principios de la década de 1970, la mayoría de los países africanos habían adoptado sistemas presidenciales de partido único.
Durante los meses posteriores a las elecciones, Kaunda continuó emprendiendo una creciente autocratización. Buscando concentrar el poder en sus manos, propuso una enmienda constitucional que eliminaba el requisito de celebrar un referéndum público cada vez que hubiera que modificar la constitución. La enmienda propiamente dicha tuvo que ser sometida a referéndum de todas formas. El UNIP respaldó el «Sí» y el ZANC respaldó el «No». Con una participación mucho más baja que en las elecciones generales, del 69,48% del electorado registrado, un 85,02% votó a favor de la enmienda contra el solo 14,98% que votó negativamente. Dado que el UNIP gozaba de una mayoría de dos tercios de la Asamblea Nacional, ahora podría realizar enmiendas constitucionales sin obstáculos.

### Crisis en el seno del UNIP

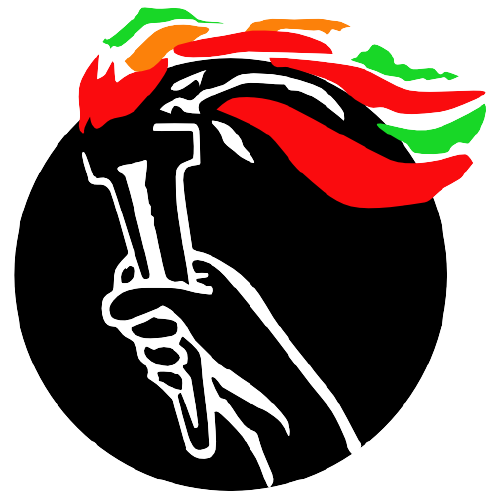
Estas elecciones fueron las primeras con el UNIP como único partido legal.

A pesar de la creciente adquisición de poder, la hegemonía política del UNIP comenzó a tambalearse durante el año 1970 debido a crisis internas. Simon Kapwepwe, vicepresidente desde 1967 y ministro del Interior y Gobierno Local, había impulsado un creciente conflicto dentro del partido y se movilizaba rápidamente para ascender al poder, alcanzando la vicepresidencia del UNIP en una votación interna cuyo resultado no fue del agrado de Kaunda. Intentó renunciar a su cargo a mediados de 1969, pero Kaunda lo convenció de no hacerlo. Al año siguiente, sin embargo, comenzó a gestarse la fundación del Partido Progresista Unido (UPP), una formación aún no registrada legalmente que era sostenida por integrantes descontentos del UNIP en el Copperbelt. Kaunda acusó a Kapwepwe y otros ministros de su gabinete de ser clandestinamente miembros del UNIP. Kapwepwe fue destituido como vicepresidente y suplantado por Mainza Chona, aunque se le permitió conservar sus cargos ministeriales. No obstante, en agosto de 1971, Kapwepwe dimitió de sus últimos cargos y reconoció públicamente ser miembro y líder del UPP, que se registró como partido político. En diciembre, Kapwepwe disputó una elección parcial en la circunscripción de Mufulira West como candidato del UPP y recibió el respaldo abierto del ZANC, cuyos militantes hicieron campaña activa por su candidatura. A pesar de las dificultades impuestas para hacer campaña, Kapwepwe obtuvo una sorpresiva victoria con 2,120 votos (53.89%) contra Alexander Kamalondo, postulante del UNIP, que obtuvo 1,814 (46.11%).
Kapwepwe retornó a la Asamblea Nacional en enero de 1972, como único integrante de su partido. Sin embargo, los meses posteriores a la elección parcial se caracterizaron por crecientes choques violentos entre partidarios del UNIP y el UPP en el Copperbelt. El régimen de Kaunda respondió reprimiendo con dureza las manifestaciones del UPP y, en febrero de 1972, el partido fue oficialmente prohibido, con varios de sus integrantes de alto rango (incluyendo el propio Kapwepwe) siendo detenidos. El UNIP ejecutó una rápida campaña dentro de sus filas para desarticular la presencia de partidarios clandestinos del UPP dentro de su cúpula, a quienes se achacó gran parte de la responsabilidad de la derrota en la elección parcial. El 26 de febrero, Kaunda declaró públicamente que el UPP era una fuerza «empeñada en la violencia y la destrucción» y confirmó por primera vez los rumores de que planeaba convertir a Zambia en un estado de partido único.

### Comisión Chona
Tras el anuncio, Kaunda designó la «Comisión Chona», encabezada por su vicepresidente, con la misión de redactar una nueva constitución que creara una «democracia participativa de partido único». La Comisión no tendría el poder para cuestionar la decisión de prohibir otros partidos, solo podría trabajar sobre la base de la propuesta del gobierno. Sin embargo, la Comisión hizo un esfuerzo considerable por salvaguardar aspectos de la democracia liberal en el proyecto unipartidista: los candidatos a la Asamblea Nacional debían ser aprobados en primarias partidarias, de las que los tres precandidatos más votados pasarían a la elección general. La propuesta de la Comisión exigía que al menos tres candidatos fuesen aprobados para la presidencia de la República, garantizando la prevalencia de una competencia electoral por el cargo, al tiempo que restringía varios de los poderes del presidente del partido, impidiéndole definir quienes serían candidatos a la Asamblea Nacional, imponiendo un límite de dos mandatos y exigiéndole compartir el poder con un primer ministro. Muchas de estas propuestas de la Comisión no fueron adoptadas en la constitución final, pero paradójicamente serían citadas como precedente durante los debates que condujeron a la restauración de la democracia en 1990.
Con el UPP neutralizado, Kaunda tuvo que ocuparse de convencer a Harry Nkumbula, líder del ZANC, de unirse al UNIP, evitando de este modo una reacción violenta por parte del principal partido opositor, que tenía una presencia en el sur del país demasiado poderosa como para ignorarla. Nkumbula finalmente aceptó publicar una declaración el 27 de junio de 1973, aceptando como inevitable la instauración del sistema de partido único y anunciando que él mismo se uniría al UNIP. Existieron rumores (nunca confirmados) de que Kaunda «compró» la voluntad de Nkumbula ofreciéndole una mina de esmeraldas, aunque esta no entró en su posesión hasta 1975, lo que pone en duda esta versión.

## Sistema electoral
Las elecciones fueron las primeras en realizarse bajo el texto constitucional promulgado el 25 de agosto de 1973. Zambia era ahora una república presidencial de partido único, con el Partido Unido de la Independencia Nacional como única formación política legal. La política era ahora dirimida por la Conferencia General del UNIP, que cada cinco años elegiría a su presidente. El presidente del UNIP sería el candidato único del partido a la presidencia de la República (jefatura de estado y gobierno nacional), el cual debía ser ratificado por medio de un referéndum público, teniendo la ciudadanía la posibilidad de aprobar o rechazar al candidato propuesto. Dado el alto índice de analfabetismo en el país, la opción del «Sí» en los referéndums presidenciales posteriores estuvo representada por un águila, mientras que el «No» fue representado por una rana. Al no preverse una competencia entre múltiples candidatos, se abandonó el sistema anterior, en el que la elección presidencial estaba conectada a la de la Asamblea Nacional.
Todos los ciudadanos de Zambia mayores de dieciocho años tendría derecho a registrarse como votante a menos que estuviera sujeto a una declaración de lealtad a un Estado extranjero, fuera declarado mentalmente incapaz, estuviera condenado a muerte o prisión, o careciera de una tarjeta de registro nacional emitida a él en virtud de la Ley de Registro Nacional. Además, no tendría derecho a votar ninguna persona que hubiera sido condenada por una práctica corrupta o ilegal dentro de los cinco años anteriores a la elección en cuestión, que hubiera sido declarada culpable de dicha práctica en el juicio por medio de una petición electoral, o que estuviera bajo custodia legal el día de la elección. El registro de votantes se revalidaría cada cinco años, y el voto no sería obligatorio.
Para la elección parlamentaria, reforma política mantuvo el sistema de escrutinio mayoritario uninominal basado en el modelo Westminster que Zambia había heredado del período colonial británico al momento de su independencia. Cualquier ciudadano que cumpliera con los requisitos para votar y fuera miembro del UNIP podría presentarse como candidato a miembro de la Asamblea Nacional. Los candidatos debían presentar su nominación a las primarias del Partido junto con un depósito de 25 kuachas y el respaldo de al menos nueve votantes registrados en la circunscripción electoral que deseaban disputar. Luego, los tres candidatos más votados en las primarias partidarias de cada circunscripción serían sometidos al Comité Central del Partido, quien determinaría si estos cumplían con los requisitos para concurrir a las elecciones (en la práctica, esto las sometía a un veto directo por parte de Kaunda). Si desaprobaban alguna candidatura por considerarla contraria a los intereses del Estado, el precandidato que le siguiera en votos en las primarias tomaría su lugar, garantizando que al menos tres candidatos disputaran cada circunscripción. Los parlamentarios serían en última instancia electos por simple mayoría de votos. El país se dividió en 125 circunscripciones para las elecciones.
Otros diez miembros de la Asamblea Nacional, así como un portavoz parlamentario, serían designados después de los comicios.

## Campaña
La campaña fue breve y pacífica, a diferencia de la de las anteriores elecciones, y estuvo centrada en la difusión de dos temas clave: la ideología del «humanismo zambiano» que el gobierno de Kaunda había impuesto como doctrina para su régimen y el segundo Plan Nacional de Desarrollo, un plan quinquenal que sería en última instancia abandonado durante el período subsiguiente por la crisis económica. No se toleró ningún tipo de campaña por el «No» en el referéndum presidencial. Altos funcionarios del partido guiaron la campaña para la elección de la asamblea nacional. Presentarían a los candidatos en mítines públicos y los invitarían a buscar votos. Se esperaba que los candidatos siguieran la línea del partido y no criticaran sus políticas, por lo que la competencia terminó más signada por personalidades que por propuestas. No obstante, algunas de las competencias en varias circunscripciones fueron disputadas, y 762 precandidatos buscaron presentarse a las primarias del UNIP, lo que motivó varias descalificaciones.

## Resultados

### Elección presidencial

#### Nivel general
|  | 88.83 % |

|  | 11.17 % |

|  | 95.02 % |

|  | 4.98 % |

|  | 100.00 % |

|  | 39.44 % |

#### Resultados por provincia
| Provincia                         | Sí      | Sí     | No     | No     | Válidos | Blancos/ Nulos | Registrados/Participación | Registrados/Participación | Registrados/Participación |
| Provincia                         | Votos   | %      | Votos  | %      | Válidos | Blancos/ Nulos | Registrados/Participación | Registrados/Participación | Registrados/Participación |
| --------------------------------- | ------- | ------ | ------ | ------ | ------- | -------------- | ------------------------- | ------------------------- | ------------------------- |
| Central                           | 37,393  | 90.49% | 3,932  | 9.51%  | 41,325  | 2,136          | 43,461                    | 32.2%                     | 135,033                   |
| Copperbelt                        | 126,626 | 88.64% | 16,231 | 11.36% | 142,857 | 8,351          | 151,208                   | 46.7%                     | 323,700                   |
| Oriental                          | 113,063 | 97.80% | 2,545  | 2.20%  | 115,608 | 4,266          | 119,874                   | 48.8%                     | 245,697                   |
| Luapula                           | 76,840  | 98.70% | 1,016  | 1.30%  | 77,856  | 2,812          | 80,668                    | 53.9%                     | 149,588                   |
| Lusaka                            | 53,552  | 89.33% | 6,398  | 10.67% | 59,950  | 3,262          | 63,212                    | 39.9%                     | 158,432                   |
| Norte                             | 69,384  | 85.10% | 12,153 | 14.90% | 81,537  | 2,647          | 84,184                    | 38.4%                     | 219,394                   |
| Noroeste                          | 39,224  | 97.22% | 1,121  | 2.78%  | 40,345  | 3,403          | 43,748                    | 37.8%                     | 115,778                   |
| Sur                               | 33,882  | 62.20% | 20,589 | 37.80% | 54,471  | 4,735          | 59,206                    | 29.2%                     | 202,722                   |
| Occidental                        | 31,281  | 77.41% | 9,130  | 22.59% | 40,411  | 2,714          | 43,125                    | 22.0%                     | 195,763                   |
| Total                             | 581,245 | 88.83% | 73,115 | 11.17% | 654,360 | 34,326         | 688,686                   | 39.44%                    | 1,746,107                 |
| Fuente: African Election Database |         |        |        |        |         |                |                           |                           |                           |

### Asamblea Nacional
|  | 100.00 % |

|  | 90.34 % |

|  | 9.66 % |

|  | 100.00 % |

|  | 33.42 % |